# Lexa Roséan

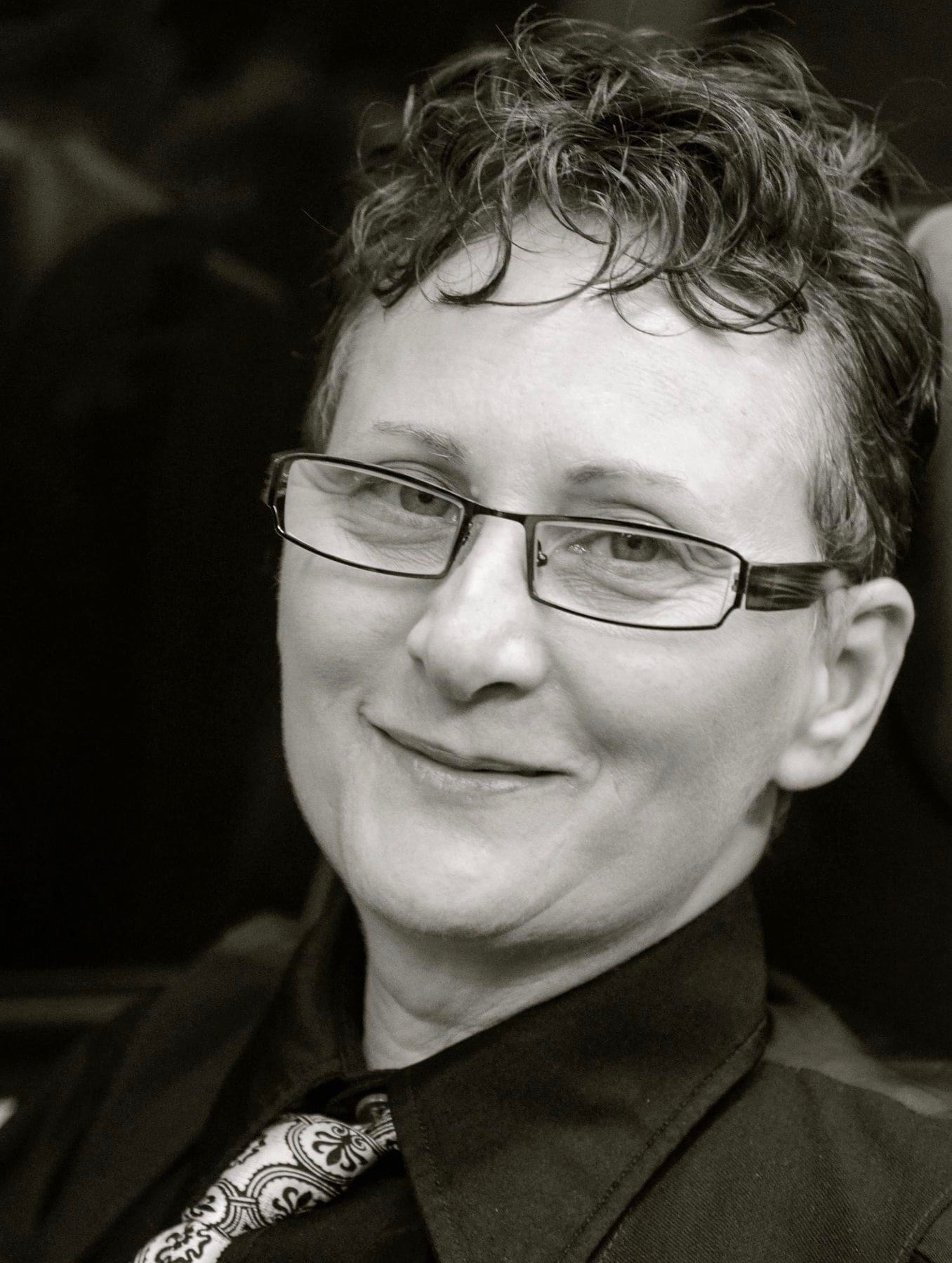
Lexa Roséan (2020), Foto: Carlos Costes

Lexa Roséan (geboren im Mai 1958) ist eine amerikanische Autorin, Tänzerin und  Psychoanalytikerin sowie Hohepriesterin der Wicca in der neogardnerisch-minoischen Tradition. Sie lebt in New York City. Sie ist in den USA einer breiteren Öffentlichkeit bekannt als Die Supermarkthexe.

## Frühe Jahre
Ursprünglich stammte Roséans Familie aus Miami, zog jedoch mit ihr in ihrer Kindheit nach Colorado. Ihre Familie wurde „baalat teshuva“ (das heißt: zum Glauben zurückgekehrt) und schloss sich dort der jüdisch-orthodoxen chassidischen Gemeinschaft an. Roséan interessierte sich für das Studium der Kabbala, was Frauen in ihrer Glaubensgemeinschaft verboten war. Im Alter von 15 Jahren hatte sie ihr Coming-out als Lesbe und wurde daraufhin von einem Beit Din, einem Rat der Rabbiner, exkommuniziert.
1976 zog sie nach New York City, um das Stern College for Women an der Yeshiva University zu besuchen, das sie 1980 mit einem B. A. in Englisch und Kommunikationswissenschaft abschloss. Im Rahmen ihres Studiums war sie von 1976 bis 1982 Praktikantin beim Actors Studio, wo sie Gelegenheit hatte, mit Lee Strasberg, Shelley Winters und Ellen Burstyn zusammenzuarbeiten.

## Leben und Wirken
1982 begann Roséan ihre Ausbildung als Hexe. Sie arbeitete zunächst allein, später wurde sie Teil der Studiengruppe der Minoischen Schwesternschaft, in der sie von Lady Rhea und Lady Miw initiiert wurde. Von 1982 bis 2000 war sie als Priesterin für die Studiengruppe der Minoischen Schwesternschaft zuständig. In dieser Zeit arbeitete sie als Medium und Astrologin und lehrte Astrologie, Tarot, die Kabbala, Grundlagen der Wicca, Astralprojektion und Magie und diente als offizielles Orakel des Hexenzirkels. In einem Interview für den US-Sender Fox 5 mit Alan Colmes im Strategieraum im Jahr 2009, in dem sie nach ihrem religiösen Hintergrund gefragt wurde, verwendete Roséan augenzwinkernd die Wendung JeWitch (ein Wortspiel mit den englischen Begriffen jewish für jüdisch und witch für Hexe). Sie nutzt darüber hinaus als Selbstbezeichnung den Begriff Magickal Consultant.
Roséan war Protagonistin zahlreicher Artikel in Publikationen wie The New York Times, Newsday, USA Today, Voice of Russia und Marie Claire (chinesische Ausgabe), sowie häufig zu Gast im Fernsehen, so etwa bei CNN, der Show 20/20, The Joan Rivers Show, MTV, Food Network und Fox News. Kate Walter, eine Journalistin des New Yorker Stadtmagazins The Village Voice, beschrieb Roséan als „eine Kreuzung zwischen Medium und Therapeutin“. 2005 wurde sie darüber hinaus von der Village Voice zur „Besten Hexe in NYC“ gekürt.
Im Jahr 2015 schloss Lexa ihren Master im Fach Psychoanalyse an der New York Graduate School of Psychoanalysis (NYGSP) ab. Der Titel ihrer Diplomarbeit, die im Dezember 2014 vorgelegt wurde, lautet Dancing with the Locos: A Comparative Study of Argentine Tango and Psychoanalysis (Eine vergleichende Studie in Bezug auf argentinischen Tango und Psychoanalyse). 2015 schloss sie ihren Master ab und erhielt 2022 ihre Zertifizierung am Psychoanalytischen Institut CMPS in New York. Von 2017 bis 2020 war sie Mitherausgeberin von The Analyst, dem Newsletter der Society of Modern Psychoanalysis.

## Schriftstellerisches Werk
Neben ihren Schriften im Bereich des Okkulten ist Roséan auch als Dramatikerin, Dichterin und Romanautorin tätig. Ihre Bühnenstücke, zu denen The Swim, The Prisoner (1993/94), Lesbians in the Bible und I Married a Lesbian Witch (1995/96) gehören, wurden an Theatern in New York City inszeniert, darunter im The WOW Café, La Mama, Dixon Place und PS 122. Ihre Kurzgeschichten wurden in verschiedenen Fachzeitschriften veröffentlicht und in die Anthologien Women on Women 2 und Celebrating the Pagan Soul aufgenommen. A kosher Megila, ein Auszug aus ihrem Roman Spinozas Daughter, findet sich in der Anthologie Women on Women 3. Ihre Gedichte sind auf dem Album 100 Greatest Poets der Knitting Factory zu finden und wurden von Michael Musto in The Village Voice rezensiert.
Durch ihre Hexenbücher ist sie auch als „Die Supermarkthexe“ (auf Englisch: Supermarket Sorceress) bekannt. Sie hat acht Bücher zu den Themenfeldern Magie, Wicca, Astrologie und Tarot veröffentlicht (vier davon wurden ins Deutsche, Polnische und Russische übersetzt). Sie schrieb darüber hinaus Artikel sowie monatliche Astrologie-Kolumnen für die US-Magazine CosmoGirl, Seventeen und ReporTango.

## Tango
Lexa Roséan interessierte sich nach eigenen Aussagen bereits 1984 für den Tango, als sie die Show Tango Argentino am Broadway sah. Doch erst 1995 begann sie mit Unterricht bei der Berliner Tänzerin und Tanzlehrerin Brigitta Winkler, die die US-amerikanische Tangoszene durch zahlreiche Workshops entscheidend beeinflusste. Ab 2001 unterrichtete Roséan selbst an der New Yorker Tanzschule Paul Pellicoro's DanceSport. Zu ihren einflussreichsten Lehrern gehörten Carlos Gavito, Susana Miller, Laura Grinbank, Cacho Dante, Pupi Castillo, Graciela Gonzalez, Omar Vega und Alicia Cruzado.
2007 (mit Kumi Ueki), 2008 (mit Gayle Gibbons Madeira) und 2009 (mit Sarah La Rocca) nahm Roséan an den US-amerikanischen Tango-Meisterschaften teil, einem Vorausscheid für die Weltmeisterschaft, die jährlich in Buenos Aires ausgetragen wird. In den drei aufeinanderfolgenden Jahren platzierte sie sich mit ihren Partnerinnen als Dritte im Tango de Salon und gewann 2008, zusammen mit Gayle Madeira, die Meisterschaft in der Kategorie Bühnentango.
Ebenfalls 2008 war Roséan Gastgeberin der ersten wöchentlich stattfindenden lesbischen Milonga im New Yorker West Village, im Rubyfruit Bar and Grill. 2009 war Roséan als Gastlehrerin, DJ und Performerin zum Queer Tango Festival in Hamburg eingeladen. Im Jahr 2010 unterrichtete sie im Rahmen des ersten Queer-Tango-Festivals von New York City, legte als DJ auf und trat unter anderem im Players Club auf. Im Jahr 2012 war sie als DJ beim Queer Tango Festival in Berlin zu Gast. Roséan gibt heute in New York City Privatunterricht im Tango und legt nach wie vor als DJ auf.

## Auszeichnungen
- 2015: Rose F. McAloon Award für herausragende Leistungen in einer Masterarbeit für Dancing with the Locos: A Comparative Study of Argentine Tango and Psychoanalysis.
- 2019: AIT Award für Werke von Studierenden der National Association for the Advancement of Psychoanalysis (NAAP) für Unconscious fantasy: Wrestling with the clown.[19]
- 2023: Gewinnerin des Essay-Wettbewerbs der Society for Psychoanalysis and Psychoanalytic Psychology, Division 39, American Psychological Association mit The Office[20]
- 2023: Phyllis W. Meadow Award für Exzellenz in einem Abschlussprojekt des Center for Modern Psychoanalytic Studies in New York

## Werke

### Kurzerzählungen
- amaizeN. In: Naomi Holoch, Joan Nestle (Hrsg.): Women On Women 2: An Anthology of American Lesbian Short Fiction. Plume, New York 1993, ISBN 978-0-452-26999-6.
- A Kosher Megila. In: Naomi Holoch, Joan Nestle (Hrsg.): Women On Women 3: A New Anthology of American Lesbian Fiction. Plume, New York 1996, ISBN 978-0-452-27661-1, S. 243–253.

### Hexenbücher
- 1996 The Supermarket Sorceress: Spells, Charms, & Enchantments That You Can Make From Supermarket Ingredients. St. Martin's Paperbacks, New York, ISBN 978-0-312-95768-1.[21]
- 1997 The Supermarket Sorceress's Sexy Hexes. St. Martin's Paperbacks, New York, ISBN 978-0-312-96328-6.
  - 1999 auf Deutsch: Das Hexen-1x1 für erotische Momente. Ullstein, München, ISBN 978-3-548-35940-3.
- 1998 The Supermarket Sorceress's Enchanted Evenings. St. Martin's Paperbacks, New York, ISBN 978-0-312-96673-7.[22]
  - 1999 auf Deutsch: Das Hexen-1x1 für unvergeßliche Nächte. Ullstein, München, ISBN 978-3-548-35941-0.
- 1999 Easy Enchantments: All the Spells You'll Ever Need For Any Occasion. St. Martin's Griffin, New York, ISBN 978-0-312-24296-1.
  - 1999 auf Deutsch: Das Hexen-1x1 für jede Gelegenheit. Ullstein, München ISBN 978-3-548-35939-7.
- 2001 PowerSpells: Get the Magical Edge in Business, Work, Relationships, and Life. St. Martin's Griffin, New York, ISBN 978-0-312-27476-4.
- 2002 Zodiac Spells: Easy Enchantments and Simple Spells for Your Sun Sign. St. Martin's Griffin, New York, ISBN 978-0-312-28544-9.
- 2005 „Bitchin’ at the Gods“. In: Laura A. Wildman (Hrsg.): Celebrating the Pagan Soul – Our Own Stories of Inspiration and Community. Citadel Press, ISBN 978-0-8065-2624-9, S. 231–234.
- 2005 The Encyclopedia of Magickal Ingredients: A Wiccan Guide to Spellcasting. Paraview Pocket Books, New York, ISBN 978-1-4165-2515-8.
  - 2017 auf Polnisch: Encyklopedia magicznych ingrediencji: Wiccański przewodnik po sztuce rzucania zaklęć. Wydawnictwo Vis-à-vis Etiuda, Kraków, ISBN 978-83-7998-143-4.
- 2005 Tarot Power: 22 Keys to Unlocking Magick, Spellcraft, and Meditation. Citadel Press, New York, ISBN 978-0-8065-2667-6.

### Wissenschaftliche Arbeiten
- Dancing with the Locos: A Comparative Study of Argentine Tango and Psychoanalysis. Masterarbeit, vorgelegt vor der New York Graduate School of Psychoanalysis (NYGSP), Dezember 2014.
- Unconscious fantasy: Wrestling with the clown. In: Faye Newsome (Hrsg.): Modern Psychoanalysis. The journal of the Center for Modern Psychoanalytic Studies, Band 42, Nr. 1, YBK Publishers, New York 2017, S. 39–52.